# Herbert Schibukat
Herbert Schibukat (né le 27 octobre 1914 à Rastenburg, mort en juin 1999 à Eckernförde) est un 
joueur professionnel allemand de hockey sur glace. Il fut aussi footballeur.

## Carrière
Herbert Schibukat joue avant la Seconde Guerre mondiale pour le Rastenburger SV en province de Prusse-Orientale. Après la guerre, il vient au VfL Bad Nauheim puis au Preussen Krefeld avec qui il est champion en 1951.
Avec l'équipe nationale, il participe aux Jeux olympiques de 1936 et aux Jeux olympiques de 1952.
Alors qu'il n'y avait plus de championnat de hockey sur glace tout de suite après la guerre, Schibukat joue au football avec le FC Preussen 07 Hameln.